# Vartofta
Vartofta is een plaats in de gemeente Falköping in het landschap Västergötland en de provincie Västra Götalands län in Zweden. De plaats heeft 519 inwoners (2005) en een oppervlakte van 62 hectare.